# صقلاوي (حصان)
صقلاوي حصان عربي يعد أفضل الخيول العربية لأغراض الاحتفالات، والمهرجانات، والاستعراضات. ويرجع ذلك إلى جماله الباهر الذي يتخذ الطابع الأنثوي حتى عند الفحول. ويمتاز عن الكحيلان برأسه الجميل، وجبهته العريضة، مع تَقَعُّر واضح في جانبيّ الأنف، وهو أقل حجمًا من الكحيلان. ومن أهم فصائله لجهة أمه: الصقلاوي والعبيان والجدراني والدّهمان والرِّيشان والطويسان والموّاج والميلوا والشيفي والجدراني بن سودان.